# Chockterapi
För den nationalekonomiska termen, se chockterapi (ekonomi).
Chockterapi är en äldre anatomisk behandlingsmetod inom den psykiatriska vården, som syftar till att genom att försätta patienten i fysisk chock lösa de psykiska spänningarna. Till skillnad från desensibilisering är chockterapins stimuli anatomiska, till exempel kroppsfrämmande ämnen och elektricitet. Ordet chockterapi har lånats in i andra sammanhang, för att beskriva vissa drastiska medel mot störda och "sjuka" situationer, till exempel inom ekonomin.
När chockterapin började användas, låg dess förklaringsgrund i att skräck ansågs vara en stark kraft som kunde bota de psykiska tillstånden. Sådana metoder var vanliga under 1800-talet. Somatiska chocker kunde uppnås till exempel med svängmaskin. Insulinchock var en av de tidigaste chockbehandlingarna med kemiska substanser. Den uppfanns av Manfred Sakel av ett misstag under en oavsiktlig överdosering av en patient 1927. Insulinchock innebär att överdosera insulin så att patienten försätts i koma och får konvulsioner. I stället för insulin kunde pentylenetetrazol användas, en antagonist till GABA som orsakar konvulsioner. Eftersom konvulsionerna ofta ledde till benfrakturer gjorde många försök under 1930-talet att finna kemiska substanser som både orsakade en fysisk chock och undvek de epilepsiliknande reaktionerna.
Insulin- och pentylenetetrazolchockbehandling ersattes dock efter en tid av elchocker, som länge under 1900-talet var en allmän behandlingsmetod för allt från depressioner till psykoser. Ugo Cerletti var en av de första att studera elchockers verkan, genom djurförsök 1937. Elchocker används fortfarande, bl.a. i Sverige mot depression.